# 荣兴街道
荣兴街道，是中华人民共和国辽宁省盘锦市大洼区下辖的一个乡镇级行政单位。辽政【2016】69号文件批复原荣兴镇撤镇设街，现荣兴街道由辽东湾新区管理。

## 行政区划
荣兴街道下辖以下地区：
平安河村、佟家村、双井子村、中央屯村、海滨村、新开村、四家村和盐滩村。